# Korinterudstjärnet
Korinterudstjärnet är en sjö i Melleruds kommun i Dalsland och ingår i Göta älvs huvudavrinningsområde. Sjön har en area på 0,191 kvadratkilometer och ligger 160,2 meter över havet. Maxdjupet om 26 meter uppnås mellan den största ön kallad "Måsöa" och den sydöstra strandkanten. Sjön är därmed lika djup som den näraliggande Teåkerssjön men bara 4,5procent så stor.  

## Delavrinningsområde
Korinterudstjärnet ingår i det delavrinningsområde (651932-129393) som SMHI kallar för Utloppet av Teåkerssjön. Medelhöjden är 159 meter över havet och ytan är 17,99 kvadratkilometer. Räknas de 5 avrinningsområdena uppströms in blir den ackumulerade arean 88,81 kvadratkilometer. Krokån (Teåkersälven) som avvattnar avrinningsområdet har biflödesordning 3, vilket innebär att vattnet flödar genom totalt 3 vattendrag innan det når havet efter 174 kilometer. Avrinningsområdet består mestadels av skog (63 procent). Avrinningsområdet har 4,61 kvadratkilometer vattenytor vilket ger det en sjöprocent på 25,6 procent.